# Грішний янгол (роман)
«Грішний янгол» (англ. Falling Angel) — роман жахів 1978 року письменника Вільяма Гйорстберґа. Написано в стилі детектива з елементами надприродного (фантастики). Роман екранізовано 1987 у фільмі «Янгольське серце».

## Сюжет роману
У 1959 році популярний до й під час Другої світової війни естрадний співак, «Улюбленець» Джонні, пропав безвісти, бо його тяжко поранено під час авіанальоту на війська союзників у Тунісі 1943 року. Таємничий клієнт найняв приватного детектива Гарі Ейнджела, щоб знайти Джоні по самому імені. Відтак Гарі виявляється замішаний у моторошне окультне середовище.

## Екранізації
По книзі 1987 року знято детективний трилер під назвою «Янгольське серце», у головних ролях: Міккі Рурк, Роберт де Ніро, й Ліза Боне. Він також був адаптований в оперу Джей Марком Сірсом на лібрето Люсі Турбер. Прем'єра опери під назвою «Ангел, що падає» відбулася 30 червня 2016 року в Музичному центрі Бреварда на замовлення Центру сучасної опери в Нью-Йорку. Роман був надрукований у вигляді дайджесту в журналі «Плейбой» у 1978 році і отримав нагороду редакції «Плейбоя» за найкращий великий твір.